# Here’s No Peace
Here’s No Peace – drugi minialbum szwedzkiego zespołu black metalowego Marduk. Wydawnictwo ukazało się w październiku 1997 roku nakładem wytwórni muzycznej Shadow Records. Nagrania zostały zarejestrowane w Hellspawn Studios w grudniu 1991 roku jednak album został wydany dopiero w 1997 roku.

## Lista utworów
Opracowano na podstawie materiału źródłowego.
1. „Here’s No Peace” – 0:44
2. „Still Fucking Dead” – 3:04
3. „Within the Abyss” – 3:43

## Twórcy
Opracowano na podstawie materiału źródłowego.

- Andreas Axelsson – śpiew
- Morgan Håkansson – gitara
- Rickard Kalm – gitara basowa
- Joakim Göthberg – perkusja
- Dan Swanö – miksowanie, inżynieria dźwięku